# Dampierre-en-Bresse
Dampierre-en-Bresse är en kommun i departementet Saône-et-Loire i regionen Bourgogne-Franche-Comté i östra Frankrike. Kommunen ligger i kantonen Pierre-de-Bresse som tillhör arrondissementet Louhans. År 2022 hade Dampierre-en-Bresse 173 invånare.

## Befolkningsutveckling
Antalet invånare i kommunen Dampierre-en-Bresse
| Referens: INSEE |